# Sanchi
Sanchi hay còn được gọi là Sanci là một quần thể Phật giáo nổi tiếng với Đại Bảo tháp của nó nằm trên một đỉnh đồi của thị trấn Sanchi, nằm ở huyện Raisen, thuộc bang Madhya Pradesh, Ấn Độ. Nó nằm cách 46 kilômét (29 mi) về phía đông bắc của thủ phủ bang là Bhopal. Đại Bảo tháp của Sanchi là một trong những kiến trúc bằng đá lâu đời nhất Ấn Độ và là một di tích quan trọng của kiến trúc Ấn Độ. Ban đầu nó được ủy quyền xây dựng bởi hoàng đế Ashoka vào thế kỷ 2 TCN. Trung tâm của nó là một cấu trúc gạch hình bán cầu đơn giản được xây dựng trên các thánh tích của Đức Phật. Trên đỉnh của nó là chhatri, một cấu trúc giống như một cây dù nhằm tôn vinh và che chở. Công trình xây dựng ban đầu của Đại Bảo tháp được Ashoka và người vợ của ông là Devi, con gái của một thương nhân ở Vidisha gần đó giám sát. Sanchi chính là nơi sinh của bà và cũng là nơi bà và hoàng đế Ashoka tổ chức đám cưới. Vào thế kỷ 1 TCN, bốn cổng Torana được trang trí công phu và một lan can đá bao quanh được thêm vào cấu trúc. Bảo tháp Sanchi được xây dựng trong thời kỳ Mauryan được làm bằng gạch là sự kết hợp phát triển mạnh mẽ cho đến thế kỷ thứ 11.
Sanchi là trung tâm của khu vực với một số bảo tháp, tất cả chỉ trong một vài dặm của Sanchi bao gồm cả Satdhara nằm cách 9 km về phía tây của Sanchi. Tại đó có 40 bảo tháp và là nơi có di tích xá lợi của Sariputta và Moggallana, là hai đệ tử của Đức Phật. Các địa điểm khác gồm Bhojpur còn được gọi là Morel Khurd nằm trên một đỉnh đồi với 60 bảo tháp, Andher và Sonari. Nằm xa hơn về phía nam cách khoảng 100 km là Saru Maru và 300 km về phía đông bắc là Bharhut.

## Mô tả
Đại bảo tháp ở Sanchi có hình vua Báo được xây dựng vào thế kỷ 3 TCN, dưới thời kỳ trị vì của Đại đế Ashoka. Hạt nhân của nó là một cấu trúc vòm bằng gạch được xây dựng theo kiểu mẫu vũ trụ Phật giáo. Xuyên qua tâm vòng tròn là một cột trụ vươn lên, qua đỉnh vòm, tượng trưng cho cột đỡ vũ trụ. Trên cùng của nó là 3 đĩa tròn, biểu thị Tam bảo.
Bảo tháp được vây quanh bởi một hàng rào đá và có 4 cổng đá ở 4 phương chính, mỗi cổng có 3 xà ngang. Các hình cây bồ đề, hoa sen, bảo tháp, pháp luân... được chạm khắc tỉ mỉ ở các xà ngang này. Các trụ vuông được khắc những hình ảnh minh họa bản sinh kinh, những câu chuyện về tiền kiếp của Phật.